# واين دينيس هال
واين دينيس هال (بالإنجليزية: Wayne Denis Hall)‏ هو أكاديمي أسترالي، ولد في 1951.